# 보흐

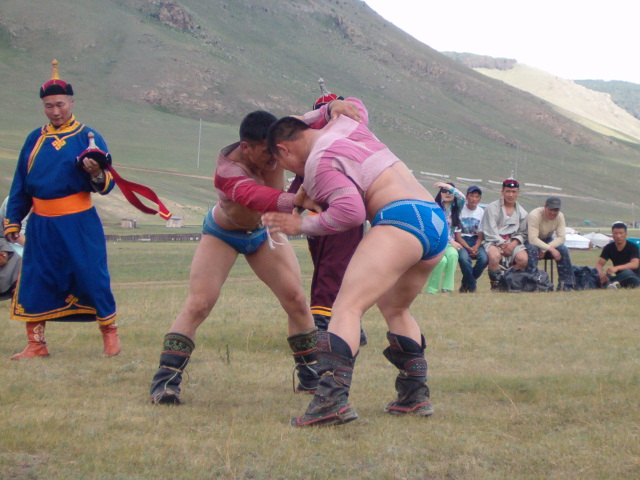
보흐를 하는 모습

보흐(몽골어: Бөх, Bökh)는 몽골의 전통 무술이다. 주로 몽골의 전통 축제인 나담에서 많이 볼 수 있다. 몽골에서는 보흐를 승마, 궁술과 함께 "용맹스러운 기술"로 여긴다. 발바닥 이외의 신체 부위가 땅에 먼저 닿으면 경기에서 지게 된다.

## 종류
몽골 이외에 중국 내몽골 자치구, 러시아 부랴트 공화국, 투바 공화국과 같이 몽골족이 거주하는 지역에서 여러 종류의 보흐가 분포하고 있다.
- 할하 보흐(Khalkha Bökh): 할하 몽골족의 전통 무술.
- 부랴트 보흐(Buryat Bökh): 부랴트인의 전통 무술.
- 보흐 놀롤돈(Bökh Noololdoon): 오이라트 몽골족의 전통 무술.
- 호르친 보흐(Khorchin Bökh): 중국 내몽골 자치구에 거주하는 몽골족의 전통 무술. 소의 가죽으로 만든 재킷, 뒤집어진 긴 바지, 장화를 신고 경기를 벌인다.
- 후레시(Khuresh): 러시아 투바 공화국에 거주하는 몽골족의 전통 무술. 할하 보흐와 비슷한 재킷을 입고 경기를 벌인다.

## 같이 보기
- 올림픽 몽골 선수단